# Aerolíneas Argentinas

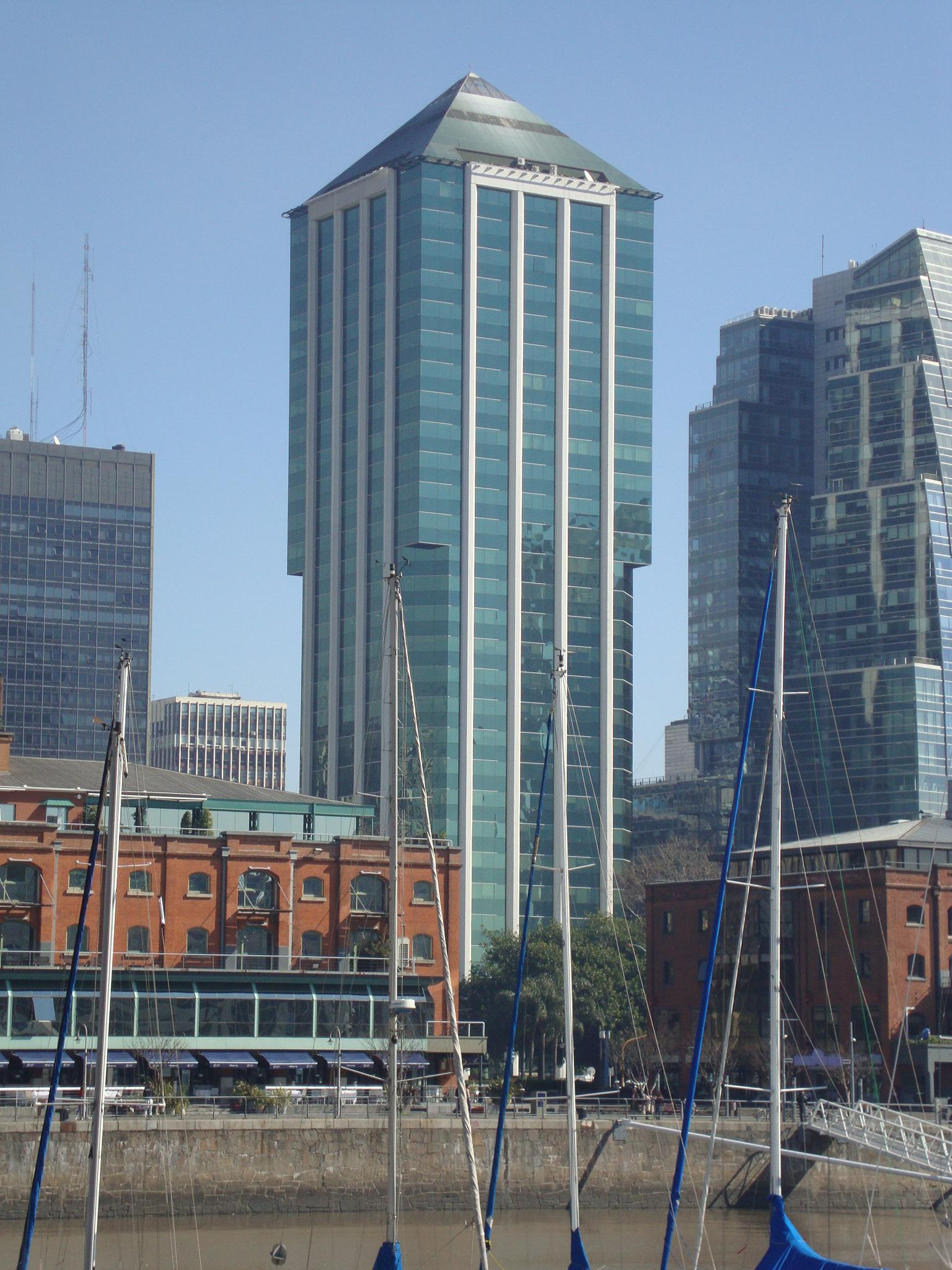
Torre Bouchard — штаб-квартира Aerolíneas Argentinas

Аргентинські авіалінії (ісп. Aerolíneas Argentinas) — найбільша в Аргентині і одна з провідних південноамериканських компаній-перевізників. Штаб-квартира авіакомпанії знаходиться в Буенос-Айресі. 
У компанії є дочірні підрозділи: Aerohandling, Aerolíneas Argentinas Cargo, Austral Líneas Aéreas, JetPaq S. A., Optar S. A.. 
У 2001 авіакомпанія викуплена іспанською Grupo Marsans.
У 2008 націоналізована урядом Крістіни Кіршнер. За словами Кіршнер: «уряд продовжує повертати в руки держави стратегічні об'єкти та підприємства, які були втрачені в 1990-ті на хвилі приватизації за Карлоса Менеме, глави держави в 1989-1999».
За даними на 2012, 99,4 % акцій компанії належить державі.
З серпня 2012 є членом SkyTeam.

## Галерея

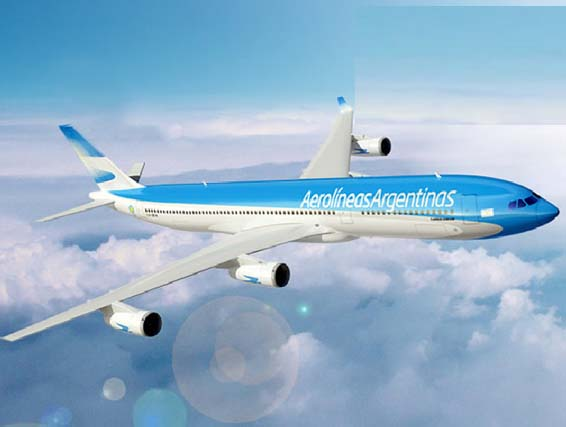
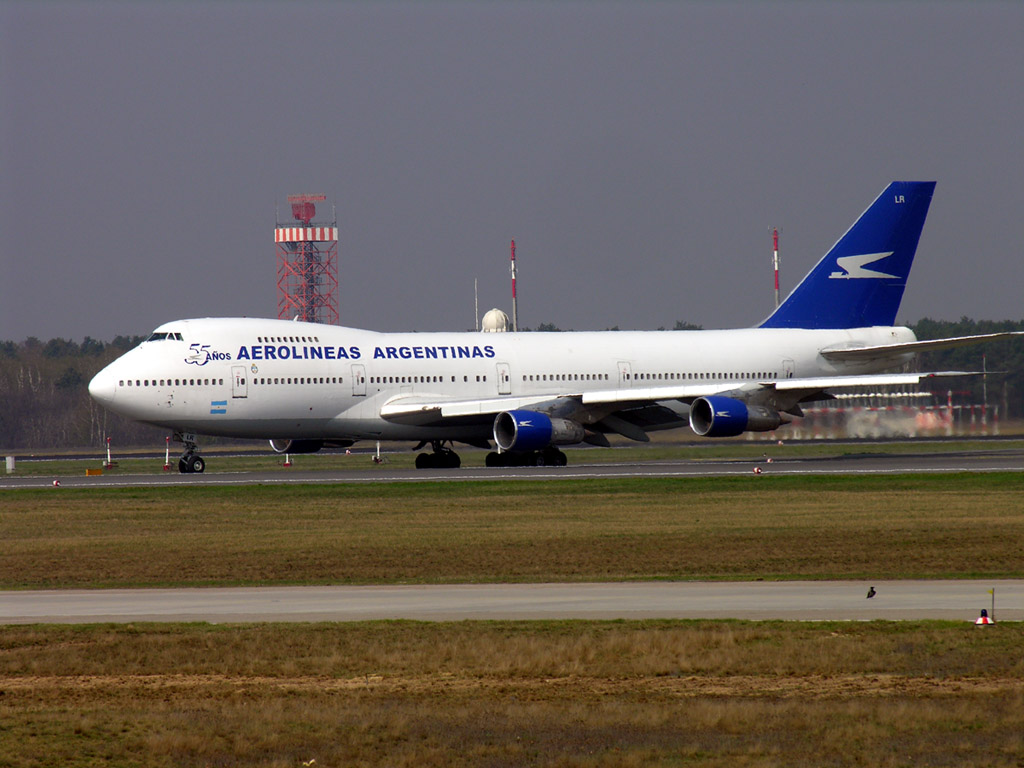
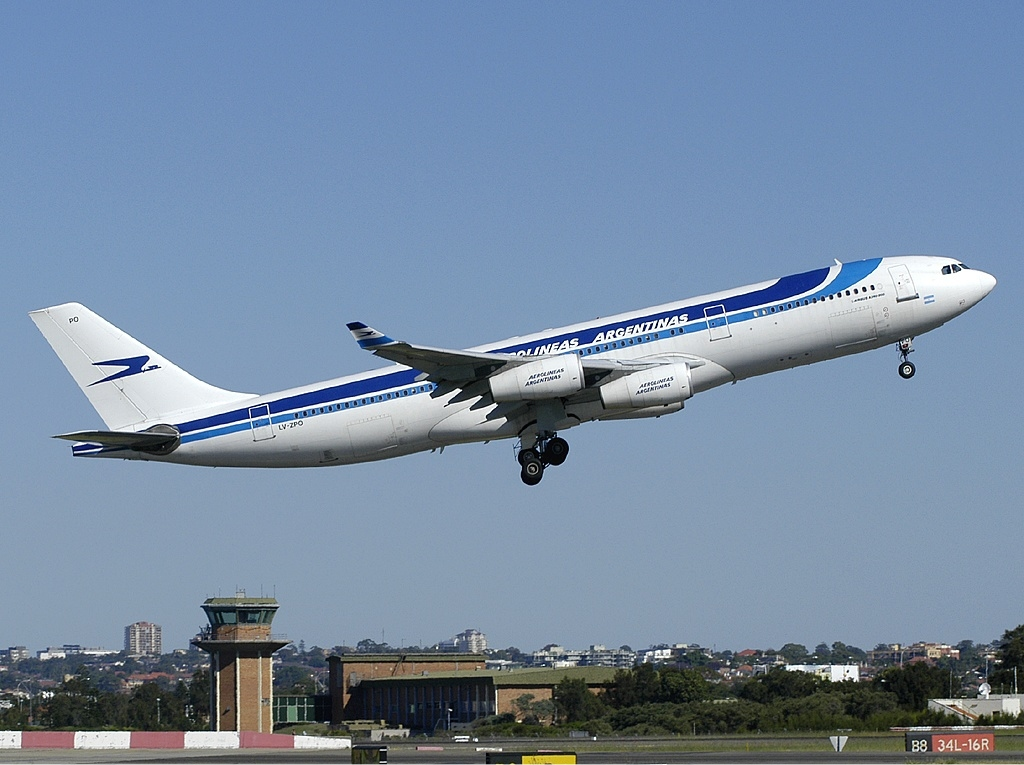